# Illia Salawiow
Pour les articles homonymes, voir Soloviov.
Illia Ivanavitch Salawiow (en biélorusse: Ільля Іванавіч Салаўёў, en russe : Илья Иванович Соловьёв Ilia Ivanovitch Soloviov et en anglais : Ilya Solovyov), né le 20 juillet 2000 à Mahiliow en Biélorussie, est un joueur professionnel biélorusse de hockey sur glace. Il évolue au poste de défenseur.

## Biographie

### Carrière en club
Formé à l'école de glace du club de Mahiliow, Salawiow est choisi au 1er tour, en 53e position lors de la sélection européenne 2019 de la Ligue canadienne de hockey par le Spirit de Saginaw.  Il part alors en Amérique du Nord et évolue une saison avec le Spirit dans la Ligue de hockey de l'Ontario. Il est choisi au 7e tour, en 205e position par les Flames de Calgary lors du repêchage d'entrée dans la LNH 2020. En 2020, il passe professionnel avec le HK Dinamo Minsk dans la KHL. En 2021, il assigné au Heat de Stockton, club-école des Flames de Calgary dans la Ligue américaine de hockey. Le 26 octobre 2023, il joue son premier match dans la Ligue nationale de hockey avec les Flames de Calgary face aux Blues de Saint-Louis. Il enregistre son premier point dans la LNH, une assistance, le 5 décembre 2023 face au Wild du Minnesota.

### Carrière internationale
Salawiow représente la Biélorussie au niveau international. Il prend part aux sélections jeunes.

## Statistiques

### En club
| Saison    | Équipe                | Ligue         |    | Saison régulière | Saison régulière | Saison régulière | Saison régulière | Saison régulière |   | Séries éliminatoires | Séries éliminatoires | Séries éliminatoires | Séries éliminatoires | Séries éliminatoires |
| Saison    | Équipe                | Ligue         | PJ | B                | A                | Pts              | Pun              | PJ               | B | A                    | Pts                  | Pun                  |                      |                      |
| 2016-2017 | Biélorussie U17       | Biélorussie 2 | 29 | 6                | 13               | 19               | 23               | -                | - | -                    | -                    | -                    |                      |                      |
| 2016-2017 | Biélorussie U18       | Biélorussie 2 | 16 | 4                | 4                | 8                | 12               | 5                | 0 | 0                    | 0                    | 4                    |                      |                      |
| 2016-2017 | Biélorussie U20       | Biélorussie 2 | 1  | 0                | 0                | 0                | 0                | -                | - | -                    | -                    | -                    |                      |                      |
| 2017-2018 | Biélorussie U18       | Biélorussie 2 | 47 | 8                | 21               | 29               | 58               | 4                | 1 | 0                    | 1                    | 0                    |                      |                      |
| 2018-2019 | Biélorussie U20       | Biélorussie 2 | 53 | 3                | 5                | 8                | 30               | 4                | 0 | 0                    | 0                    | 2                    |                      |                      |
| 2019-2020 | Spirit de Saginaw     | LHO           | 53 | 7                | 33               | 40               | 35               | -                | - | -                    | -                    | -                    |                      |                      |
| 2020-2021 | HK Dinamo Minsk       | KHL           | 41 | 2                | 7                | 9                | 36               | 5                | 0 | 1                    | 1                    | 0                    |                      |                      |
| 2020-2021 | HK Dinamo Molodetchno | Ekstraliga    | 1  | 1                | 0                | 1                | 0                | 1                | 0 | 0                    | 0                    | 0                    |                      |                      |
| 2021-2022 | Heat de Stockton      | LAH           | 51 | 3                | 5                | 8                | 24               | 6                | 0 | 1                    | 1                    | 0                    |                      |                      |
| 2022-2023 | Wranglers de Calgary  | LAH           | 68 | 4                | 14               | 18               | 38               | 9                | 1 | 1                    | 2                    | 2                    |                      |                      |
| 2023-2024 | Wranglers de Calgary  | LAH           | 51 | 5                | 10               | 15               | 34               | 6                | 1 | 0                    | 1                    | 2                    |                      |                      |
| 2023-2024 | Flames de Calgary     | LNH           | 10 | 0                | 3                | 3                | 4                | -                | - | -                    | -                    | -                    |                      |                      |